# Kelleria regalis
Kelleria regalis is een eenoogkreeftjessoort uit de familie van de Kelleriidae. De wetenschappelijke naam van de soort is voor het eerst geldig gepubliceerd in 1928 door Gurney.